# Éva Laky
Éva Laky  es una deportista húngara que compitió en piragüismo en la modalidad de aguas tranquilas. Ganó tres medallas en el Campeonato Mundial de Piragüismo en los años 1994 y 1999.

## Palmarés internacional
| Campeonato Mundial | Campeonato Mundial        | Campeonato Mundial | Campeonato Mundial |
| Año                | Lugar                     | Medalla            | Evento             |
| ------------------ | ------------------------- | ------------------ | ------------------ |
| 1994               | Ciudad de México (México) | Medalla de oro     | K2 200 m           |
| 1994               | Ciudad de México (México) | Medalla de oro     | K4 200 m           |
| 1999               | Milán (Italia)            | Medalla de bronce  | K2 200 m           |